# Jeffreya palustris
Jeffreya palustris là một loài thực vật có hoa trong họ Cúc. Loài này được (O.Hoffm.) Wild mô tả khoa học đầu tiên năm 1974.